# Soul Surfer
Soul Surfer är en amerikansk film från 2011. Filmen är baserad på en självbiografi av den professionella amerikanska surfaren Bethany Hamilton.

## Handling
Bethany Hamilton bor på Hawaii. Hon har växt upp med surfingen och hon är en lovande talang.
2003, när hon var 13 år, blev hon attackerad av en tigerhaj och förlorade sin vänstra arm. Tack vare sin starka tro på Gud, en kärleksfull familj och sin kärlek till surfingen lyckas hon ändå ta sig tillbaka till vågorna.

## Rollista (i urval)
- AnnaSophia Robb - Bethany Hamilton
- Dennis Quaid - Tom Hamilton
- Helen Hunt - Cheri Hamilton
- Carrie Underwood - Sarah Hill
- Lorraine Nicholson - Alana Blanchard
- Ross Thomas - Noah Hamilton
- Chris Brochu - Timmy Hamilton
- Craig T. Nelson - Dr. Rovinsky
- Kevin Sorbo - Holt Blanchard
- Arlene Newman-Van Asperen - Cydney Blanchard
- Jeremy Sumpter - Byron Blanchard
- Sonya Balmores - Malina Birch
- Branscombe Richmond - Ben
- Cody Gomes - Keoki
- Nadeen Ayman - Jenny